# Bouthwaite
Bouthwaite – wieś w Anglii, w hrabstwie North Yorkshire, w dystrykcie (unitary authority) North Yorkshire. Leży 52 km na zachód od miasta York i 313 km na północ od Londynu.